# Aéroport international de Skopje
L'aéroport international de Skopje (en macédonien : Меѓународен аеродром Скопје) (code IATA : SKP • code OACI : LWSK) est un aéroport international situé à Ilinden, à 17 kilomètres au sud-est de Skopje. Il est l'un des deux aéroports de Macédoine du Nord avec l'aéroport d'Ohrid et l'un des principaux aéroports des Balkans pour le trafic passagers avec 3 millions de passagers en 2024. Il est l'une des bases de la compagnie Wizz Air.
L'aéroport a été construit en 1987 pour remplacer une infrastructure plus ancienne qui se trouvait trop près de la ville de Skopje, dans le faubourg oriental de celle-ci.
Il est géré par TAV Airports, filiale du groupe ADP.

## Toponymie
L'aéroport est appelé Меѓународен аеродром Скопје en macédonien.
Il tire son premier nom de « aéroport de Skopje-Petrovec » du fait de sa construction à proximité de la ville de Petrovec. L'appellation d'« aéroport de Petrovec » est encore couramment utilisée par les Macédoniens.
De 2006 à février 2018, il était nommé « aéroport Alexandre-le-Grand » (en macédonien Аеродром Александар Велики), mais a changé de nom à la suite des prémices de l'accord de Prespa avec la Grèce.

## Histoire

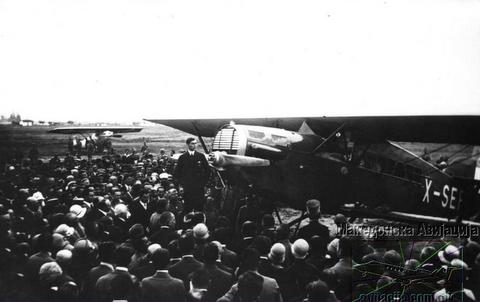
Le premier atterrissage à Skopje en 1928.

Le premier aéroport de Skopje est ouvert en 1928, à trois kilomètres du centre-ville, dans un faubourg encore rural à cette époque. Il se trouve alors sur la ligne aérienne Belgrade-Thessalonique, prolongée en 1930 jusqu'à Vienne. Après la Seconde Guerre mondiale, Skopje est également reliée à Athènes et Istanbul. En 1987, le vieil aéroport est fermé. Son emprise est depuis absorbée par le quartier Aerodrom qui l'entoure et lui doit son nom.
Le nouveau terminal qui le remplace est construit plus à l'est de la ville, à l'emplacement actuel. D'autres aménagements ont lieu de 1993 à 1995. L'indépendance du pays en 1991 entraîne l'ouverture de nouvelles lignes, notamment par des compagnies charters, mais le blocus dont est victime la Macédoine puis la Guerre du Kosovo portent préjudice à l'aéroport. Depuis cette époque, le trafic en nombre de passagers est toutefois généralement en croissance (sauf en 2001, 2003, 2004 et 2009). Le nombre de vols charters diminue mais il est compensé par la création de nouvelles lignes standards.
En 2006, le gouvernement crée la controverse lorsqu'il renomme l'aéroport de Skopje en « aéroport Alexandre-le-Grand », du nom du roi Alexandre de Macédoine. En effet, la Grèce, qui n'accepte pas que les Macédoniens s'approprient l'héritage de la Macédoine antique, voit ce changement de nom comme une provocation. Ce nom pourrait par ailleurs porter à confusion avec l'aéroport de Kavala, situé en Macédoine grecque, et qui porte lui aussi le nom de l'empereur antique.
Deux ans plus tard, le gouvernement macédonien signe une concession qui rend la compagnie turque TAV Airports gestionnaire de l'aéroport pour une durée de vingt ans. TAV améliore progressivement l'aéroport et, en septembre 2011, un nouveau terminal est inauguré. Il a coûté 110 millions d'euros et il fait dix fois la taille du terminal de 1987. La direction espère passer rapidement de 500 000 passagers par an à plus de trois millions et demi et de faire de l'aéroport l'une des principales plateformes aériennes des Balkans.

## Infrastructures et équipements
L'aéroport est équipé d'une piste, mesurant à l'origine 2 450 m x 45 m, allongée de 500 m en 2011. Il possède aussi un système de voies de circulation et quinze voies de stationnement pouvant accueillir tous types d'avions civils, des plus petits au Boeing 747 et à l'An-124.
Le nouveau terminal, inauguré en 2011, fait 40 000 m2 et possède six passerelles pour les passagers ainsi que vingt-trois comptoirs d'enregistrement. Il peut accueillir jusqu'à 4 millions de passagers par an. Le terminal compte aussi deux cafés, un bar, un établissement de restauration rapide, un bureau de change, une banque, un bureau de poste et deux boutiques hors taxes.
Une caserne de pompiers, un immeuble administratif de 5 000 m2 et nouveau hangar pour le fret ont également été ouvert en 2011. Ce dernier a une capacité de 40 000 tonnes par an.

## Situation et accès

### Carte des aéroports en Macédoine du Nord
| Skopje Ohrid |

L'aéroport se trouve en bordure de l'autoroute M1, qui traverse le pays du nord au sud, permet d'atteindre les frontières grecque et serbe et est aussi une section de la route européenne 75. Cette voie passe à l'est de l'aéroport et est connectée à proximité de celui-ci aux autoroutes M3 et M4 qui conduisent à Skopje.
Une ligne de bus mise en place début 2012 offre une alternative au taxi et dessert la gare de Skopje, les grands hôtels et le centre-ville. Cette ligne est exploitée par la compagnie Vardar Ekspres et un aller-simple coûte 150 denars. Un trajet en taxi de l'aéroport vers le centre de Skopje ne doit pas coûter plus de 900 denars.
L'aéroport possède un parking payant de 1 200 places.

## Évolution du trafic passagers et fret
La fréquentation de l'aéroport a globalement augmenté depuis 1990, passant de 312 492 passagers cette année-là à 1 208 359 passagers en 2014. Néanmoins, le trafic a souvent baissé en vingt ans. Le cap du million de passagers a été brièvement franchi en 2000, puis à nouveau en 2014. Le record de 2000 s'explique par la guerre du Kosovo, qui sévit à proximité en 1999 et entraîne ensuite de grands mouvements de population ainsi que de personnels militaires et humanitaires. La forte hausse enregistrée à partir de 2010 est due au changement de gestionnaire de l'aéroport. Le nouveau gestionnaire, TAV Airports, a en effet favorisé l'implantation des compagnies aériennes à bas prix, notamment Wizz Air. Celles-ci sont également largement subventionnées par les autorités macédoniennes, qui espèrent ainsi favoriser l'industrie touristique du pays.

### En graphique
Le graphique qui aurait dû être présenté ici ne peut pas être affiché car il utilise l'ancienne extension Graph, désactivée pour des questions de sécurité. Des indications pour créer un nouveau graphique avec la nouvelle extension Chart sont disponibles ici.

Voir la requête brute et les sources sur Wikidata.

### Zoom sur l'impact du covid de 2019-2020
Le graphique qui aurait dû être présenté ici ne peut pas être affiché car il utilise l'ancienne extension Graph, désactivée pour des questions de sécurité. Des indications pour créer un nouveau graphique avec la nouvelle extension Chart sont disponibles ici.

Voir la requête brute et les sources sur Wikidata.

### En tableau
Le tableau ci-dessous récapitule l'évolution du trafic passagers et fret avionné de ces dernières années.
| Évolution du trafic passagers (en nombre de passagers) | Évolution du trafic passagers (en nombre de passagers) | Évolution du trafic passagers (en nombre de passagers) | Évolution du trafic fret avionné (en tonnes) | Évolution du trafic fret avionné (en tonnes) |
| Année                                                  | Total                                                  | Évolution                                              | Total                                        | Évolution                                    |
| ------------------------------------------------------ | ------------------------------------------------------ | ------------------------------------------------------ | -------------------------------------------- | -------------------------------------------- |
| 2024                                                   | 2 954 568                                              | en augmentation                                        | -                                            | -                                            |
| 2023                                                   | 2 883 378                                              | en augmentation                                        | -                                            | -                                            |
| 2022                                                   | 2 139 191                                              | en augmentation                                        | -                                            | -                                            |
| 2021                                                   | 1 226 230                                              | en augmentation                                        | -                                            | -                                            |
| 2020                                                   | 709 241                                                | en diminution                                          | -                                            | -                                            |
| 2019                                                   | 2 358 548                                              | en augmentation                                        | -                                            | -                                            |
| 2018                                                   | 2 158 258                                              | en augmentation                                        | -                                            | -                                            |
| 2017                                                   | 1 868 272                                              | en augmentation                                        | -                                            | -                                            |
| 2016                                                   | 1 651 826                                              | en augmentation                                        | -                                            | -                                            |
| 2015                                                   | 1 452 465                                              | en augmentation                                        | -                                            | -                                            |
| 2014                                                   | 1 208 359                                              | en augmentation                                        | -                                            | -                                            |
| 2013                                                   | 984 407                                                | en augmentation                                        | -                                            | -                                            |
| 2012                                                   | 828 831                                                | en augmentation                                        | -                                            | -                                            |
| 2011                                                   | 759 928                                                | en augmentation                                        | -                                            | -                                            |
| 2010                                                   | 716 000                                                | en augmentation                                        | -                                            | -                                            |
| 2009                                                   | 602 298                                                | en diminution                                          | 2 125                                        | en diminution                                |
| 2008                                                   | 658 367                                                | en augmentation                                        | 2 771                                        | en augmentation                              |
| 2007                                                   | 626 144                                                | en augmentation                                        | 2 194                                        | en augmentation                              |
| 2006                                                   | 547 198                                                | en augmentation                                        | 1 903                                        | en augmentation                              |
| 2005                                                   | 525 965                                                | en augmentation                                        | 1 815                                        | en diminution                                |
| 2004                                                   | 497 105                                                | en diminution                                          | 2 004                                        | en diminution                                |

## Compagnies et destinations
Au cours des années 2000, les vols charters, autrefois nombreux, ont baissé au profit de vols réguliers reliant Skopje à d'autres grandes villes d'Europe. La ligne de flydubai vers Dubaï est la première liaison entre Skopje et une ville non-européenne.
| Compagnies            | Destinations |
| --------------------- | --- |
| Aegean Airlines       | Athènes E.-Venizélos |
| Air Cairo             | Hurghada |
| Air Serbia            | Belgrade-Nikola-Tesla |
| AJet                  | En saison : Antalya, Bodrum-Milas |
| Austrian Airlines     | Vienne-Schwechat |
| Chair Airlines        | Zurich |
| Croatia Airlines      | Zagreb-Pleso En saison : Split |
| easyJet               | Genève-Cointrin, Paris-Orly |
| Edelweiss Air         | Zurich |
| Enter Air             | En saison : Bâle-Mulhouse |
| FlyEgypt              | En saison charter : Hurghada |
| LOT Polish Airlines   | Varsovie-Chopin |
| Lufthansa             | Francfort |
| Norwegian Air Shuttle | En saison : Oslo-Gardermoen |
| Nouvelair             | En saison charter : Monastir |
| Pegasus Airlines      | Istanbul-S. Gökçen, Izmir-A. Menderes |
| SunExpress            | En saison : Antalya, Izmir-A. Menderes |
| Turkish Airlines      | Istanbul |
| Wizz Air              | - Bâle-Mulhouse, - Berlin-Brandebourg, - Bologne-Borgo Panigale, - Bratislava-M. R. Štefánik, - Brême, - Budapest-Ferenc Liszt, - Charleroi Bruxelles-Sud, - Cologne/Bonn-K. Adenauer, - Copenhague-Kastrup, - Dortmund, - Eindhoven, - Friedrichshafen-Bodensee, - Göteborg, - Francfort-Hahn, - Hambourg-H.-Schmidt, - Karlsruhe/Baden-Baden, - Larnaca , - Londres-Luton, - Luxembourg-Findel, - Lyon-Saint-Exupéry, - Malmö, - Memmingen, - Milan-Malpensa, - Nuremberg-A. Dürer, - Paris-Beauvais, - Rome - G. B. Pastine (Ciampino), - Sandefjord-Torp, - Stockholm-Skavsta - Nyköping, - Trévise-Sant'Angelo En saison : Malte, Växjö Småland |

Édité le 01/04/2019  Actualisé le 14/02/2023

## Incidents et accidents
- 5 mars 1993 : le vol 301 Palair Macedonian Airlines, un avion Fokker 100 à destination de Zurich, s'écrase quelques secondes après le décollage. L'enquête qui a suivi révéla que l'équipage n'avait pas dégivré l'appareil avant le départ. Sur les 97 personnes à bord, 83 sont mortes dans l'accident.
- 13 février 2009 : le vol OS780 Autrian Airlines, un avion Bombardier Dash 8 Q400 à destination de Vienne, effectue un atterrissage d'urgence peu après son décollage à cause de son train d'atterrissage qui ne s'était pas rétracté[9].
- Le même jour, le vol 440 MALÉV, un autre Bombardier Dash 8 Q400, cette fois-ci en provenance de Budapest, doit effectuer un atterrissage d'urgence sur l'aéroport de Skopje à cause d'une panne dans son moteur droit. Tous les passagers sont sains et saufs[9].
- 9 février 2012 : un Boeing 737 de la Czech Airlines en provenance de Prague effectue un atterrissage d'urgence à cause d'une panne des dispositifs hypersustentateurs. Tous les passagers sont sains et saufs ; parmi eux se trouvaient Richard Howitt, député européen britannique, et le ministre macédonien des affaires étrangères, Nikola Poposki[10].